# 古崎康哲
古崎 康哲（こさき やすのり）は、日本の環境工学者・土木工学者。大阪工業大学工学部環境工学科教授、工学博士。技術士（上下水道部門）。エコソリューションネット（大阪工業大学の大学発ベンチャー）代表取締役。天理市入札監視委員会委員。近畿経済産業局支援関西アジア環境・省エネビジネス交流推進フォーラム(Team E-Kansai)水分科会調査・企画検討委員会元委員。
主な専門は、環境工学・土木環境システム、バイオサイクル・サステイナブル工学・カーボンニュートラル技術（特にバイオマス・バイオメタネーション・メタン発酵・バイオガス・バイオエタノール）、浄化槽工学。

## 略歴
1990年大阪府立池田高等学校卒業。1994年大阪工業大学工学部土木工学科（現在の都市デザイン工学科）卒業。1999年大阪工業大学大学院工学研究科土木工学専攻博士後期課程修了、工学博士。上下水道コンサルタント会社を経て、2007年大阪工業大学工学部環境工学科に着任、現在は同学科教授。
主な所属学会は、土木学会、日本水処理生物学会、日本水環境学会、国際水学会、廃棄物資源循環学会。主な著書は、「浄化槽工学」（日本環境整備教育センター2013年、学術書）など。

## 主な研究
- 木質バイオマスの地域炭化処理におけるCO2排出量および炭素隔離量に関する研究
- 下水処理施設を対象としたバイオメタネーション技術の導入可能性の検討
- 廃棄物からのメタンガス製造方法[6]
- 生物学的エタノール生成を前処理に用いた膜分離型メタン発酵
- 食品廃棄物を用いたバイオエタノールに関する研究
- 排水中に含まれる鉱物油の生物処理特性

産学連携での海外事業協力として、JICAによる「マレーシアのパームオイル工場の排水処理高度化に向けて」プロジェクトで、実証実験に係る技術助言・活性汚泥試験機を活用したオペレータ向け研修コース開発を行っている。また、インドネシア向け自動再生式活性炭排水処理装置を用いた産業排水処理推進案件での水処理技術に対する技術助言を行っている
。
環境工学の啓蒙活動として、大阪工業大学のSGDs活動の一環である「OITキャンパスエコプロジェクト」のメンバーとして、SGDsグローバル指標に密接に関わるカーボンニュートラルの実現に向けて、バイオサイクル分野でサポートしている。
また、大阪工業大学環境工学科が設立した大学発ベンチャーのエコソリューションネット代表取締役として環境技術のコンサルティングを行っている。

## 主なテクニカルアドバイザー
- 天理市入札監視委員会委員[14]
- 近畿経済産業局支援「関西・アジア 環境・省エネビジネス交流推進フォーラム（Team E-Kansai）」水分科会調査・企画検討委員会委員